# باول بانكر
باول بانكر (بالإنجليزية: Paul Bunker)‏ هو لاعب كرة قدم أمريكية أمريكي، ولد في 7 مايو 1881 في ألبينا في الولايات المتحدة، وتوفي في 16 مارس 1943 في تايوان في تايوان.